# Mona Månsson
Mona Margareta Månsson, född 30 september 1944 i Flen, död 1 april 2000 i Malaga, Spanien, var en svensk skådespelare som även filmade under namnet Mona Ivarson. 
Hon var gift med producenten Inge Ivarson. De är begravda på Norra begravningsplatsen utanför Stockholm.

## Filmografi
- 1970 – Kyrkoherden
- 1970 – Skräcken har 1000 ögon
- 1971 – Lockfågeln
- 1974 – Vita nejlikan eller Den barmhärtige sybariten